# Éva Schneider
Éva Schneider, coniugata Rozgonyiné (Budapest, 20 dicembre 1936 – 31 agosto 2021), è stata una cestista ungherese.

## Carriera
Con l'Ungheria ha disputato due edizioni dei Campionati del mondo (1957, 1959) e due dei Campionati europei (1958, 1960).